# Liste der denkmalgeschützten Objekte in Walding
Die Liste der denkmalgeschützten Objekte in Walding enthält die 6 denkmalgeschützten, unbeweglichen Objekte der Gemeinde Walding in Oberösterreich (Bezirk Urfahr-Umgebung).

## Denkmäler
| Foto |                 | Denkmal                                                                                         | Standort                                     | Beschreibung | Metadaten |
| ---- | --------------- | ----------------------------------------------------------------------------------------------- | -------------------------------------------- | --- | --- |
| ja   | Datei hochladen | Schloßbühel Schwarzgrub HERIS-ID: 112186 Objekt-ID: 130256                                      | Flur Schwarzgrub Standort KG: Lindham        | Die ehemalige Burgbefestigung befindet sich auf einem zum Rodltal vorspringenden Ausläufer des Mursberges, wobei dieser durch zwei Abschnittsgräben vom Hinterland abgeriegelt wurde. Der Name Schlossbühel ist nicht durch Urkunden belegt. | BDA-Hist.: Q15108445 Status: Bescheid Stand der BDA-Liste: 2025-06-30 Name: Schloßbühel Schwarzgrub GstNr.: 1067/1,1067/19, 1068/1, 1068/7, 1068/8 Schloßbühel Schwarzgrub |
| ja   | Datei hochladen | Bauernhof, Feldmetzgerhaus HERIS-ID: 5696 Objekt-ID: 1567                                       | Gramastettner Straße 39 Standort KG: Walding | Das Feldmetzgerhaus wurde im 17. Jahrhundert als kleiner Hakenhof errichtet und um 1793 aufgestockt. Die Fassade des zweigeschoßigen Wohntrakts mit spätbarocken und frühklassizistischen Elementen entstand um 1800. Die Fassade, deren ältere Sgraffitoelemente mit Ecksteinquaderung noch teilweise sichtbar sind, wurde mittels Putzschnittdekor, Lisenen sowie einem Glockenfenster akzentuiert, das Kragensturzprotal an der Eingangsfront ist mit der Jahreszahl 1685 bezeichnet. | BDA-Hist.: Q37847426 Status: Bescheid Stand der BDA-Liste: 2025-06-30 Name: Bauernhof, Feldmetzgerhaus GstNr.: 396/1 Feldmetzgerhaus                                       |
| ja   | Datei hochladen | Friedhofskapelle HERIS-ID: 5690 Objekt-ID: 1561                                                 | Kirchenplatz Standort KG: Walding            | Die Friedhofskapelle mit Priestergruft wurde vermutlich 1878 geschaffen. Der Giebelbau über nahezu quadratischem Grundriss besitzt eine Segmentbogenöffnung und einen späthistoristischen Altar mit Kreuzigungsgruppe. | BDA-Hist.: Q37847224 Status: § 2a Stand der BDA-Liste: 2025-06-30 Name: Friedhofskapelle GstNr.: .54/1 Friedhofskapelle Walding                                            |
| ja   | Datei hochladen | Kath. Pfarrkirche hl. Martin HERIS-ID: 5689 Objekt-ID: 1560                                     | Kirchenplatz Standort KG: Walding            | Die kleine, mittelalterliche Kirche wurde zwischen 1964 und 1966 sowie 1994 um einen nahezu quadratischen Erweiterungsbau vergrößert. | BDA-Hist.: Q37847180 Status: § 2a Stand der BDA-Liste: 2024-06-15 Name: Kath. Pfarrkirche hl. Martin GstNr.: .53 Pfarrkirche Walding                                       |
| ja   | Datei hochladen | Pfarrhof HERIS-ID: 5691 Objekt-ID: 1562                                                         | Kirchenplatz 2 Standort KG: Walding          | Der Pfarrhof aus dem ersten Viertel des 17. Jahrhunderts mit spätbarocken Umbauten aus der zweiten Hälfte des 18. Jahrhunderts ist ein zweigeschoßiges Gebäude mit Schopfwalmdach und Putzrahmengliederung. | BDA-Hist.: Q37847235 Status: § 2a Stand der BDA-Liste: 2025-06-30 Name: Pfarrhof GstNr.: .53 Pfarrhof Walding                                                              |
| ja   | Datei hochladen | Wohnhaus, ehem. Gasthaus Pöltl, ehem. Eschelberg’sches Pflegeamt HERIS-ID: 5704 Objekt-ID: 1575 | Raiffeisenplatz 9 Standort KG: Walding       | Das ehemalige, zweigeschoßige Gasthaus Plötl wurde im 17. Jahrhundert errichtet und um 1800 mit einer spätbarocken bis frühklassizistischen Fassade versehen. Zum Fassadendekor gehören eine Putzpilastergliederung, ein reicher Fensterdekor und querovale Fenster sowie Doppelpilaster im Giebel. | BDA-Hist.: Q15110068 Status: Bescheid Stand der BDA-Liste: 2025-06-30 Name: Wohnhaus, ehem. Gasthaus Pöltl, ehem. Eschelberg'sches Pflegeamt GstNr.: 503/2 Wirt z' Walding |

## Ehemalige Denkmäler
| Foto |                 | Denkmal | Standort                            | Beschreibung | Metadaten |
| ---- | --------------- | --- | ----------------------------------- | --- | --- |
| ja   | Datei hochladen | Anlage Exerzitienhaus und Erholungsheim St. Raphael der Barmherzigen Brüder HERIS-ID: 22851 Objekt-ID: 19197bis 2023 | Schwarzgrub 28 Standort KG: Lindham | Das Exerzitienhaus und Erholungsheim St. Raphael wurde um 1903 errichtet und diente als Wohnhaus des Malers Ferdinand Weeser-Krell 1932 kam das Haus in den Besitz der Barmherzigen Brüder und wurde 1933 geweiht. Es diente als landwirtschaftliche Schule, Flüchtlingslager und Erholungsheim, wobei die Ordensniederlassung seit 1960 unbesetzt ist. Der villenartige, eingeschoßige Wohnbau mit polygonalem Eckturm besitzt eine hakenförmig angeschlossene Kapelle. | BDA-Hist.: Q37873001 Status: § 2a Stand der BDA-Liste: 2023-06-05 Name: Anlage Exerzitienhaus und Erholungsheim St. Raphael der Barmherzigen Brüder GstNr.: .79/1, .160, 1072/1, 1068/3 Exerzitienhaus und Erholungsheim St. Raphael |